# Abolizione del califfato ottomano

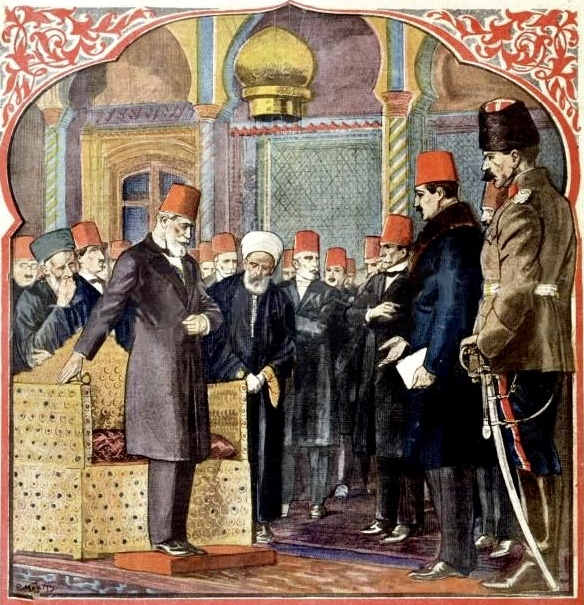
"L'ultimo califfo", un'illustrazione su Le Petit Journal illustré nel marzo 1924, subito dopo l'abolizione.

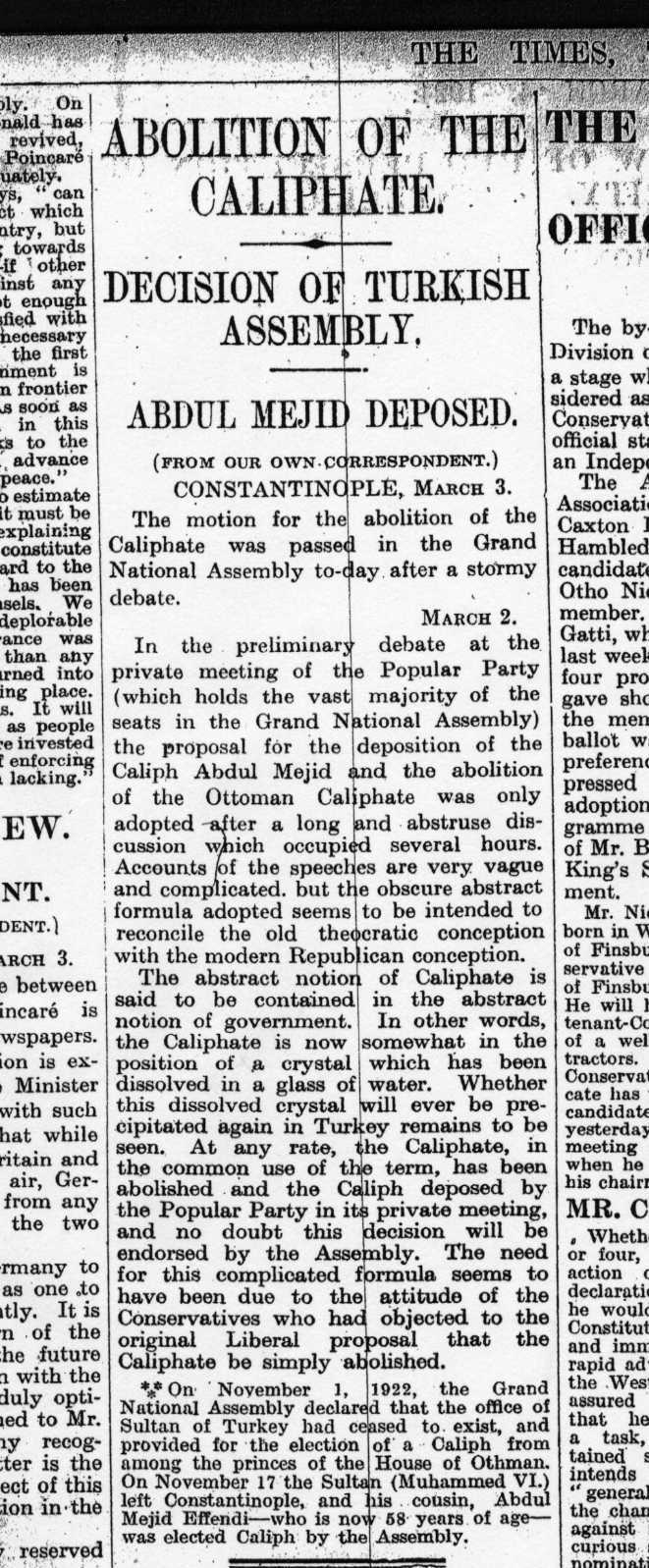
Abolizione del Califfato nel 1924 come riportato dal Times of London, 3 marzo 1924

Il califfato ottomano, l'ultimo califfato ampiamente riconosciuto al mondo, fu abolito il 3 marzo 1924 con decreto della Grande Assemblea Nazionale della Turchia. Il processo fu una delle riforme di Atatürk in seguito alla sostituzione dell'Impero Ottomano con la Repubblica di Turchia. Abdulmejid II fu deposto come ultimo califfo ottomano.
Il califfo era nominalmente il capo religioso e politico supremo di tutti i musulmani nel mondo. Negli anni precedenti all'abolizione, durante la rivoluzione turca in corso, il futuro incerto del califfato provocò forti reazioni nella comunità islamica sunnita mondiale. La potenziale abolizione del califfato era stata attivamente contrastata dal movimento Khilafat con sede in India, e aveva generato un acceso dibattito in tutto il mondo musulmano. L'abolizione del 1924 avvenne in meno di 18 mesi dopo l'abolizione del sultanato ottomano, prima del quale il sultano ottomano era ex officio califfo.
Secondo quanto riferito, Mustafa Kemal Paşa (Atatürk) offrì il califfato ad Ahmed Sharif as-Senussi, a condizione che risiedesse fuori dalla Turchia. Senussi rifiutò l'offerta e confermò il suo sostegno ad Abdulmejid. Almeno tredici diversi candidati furono proposti per il califfato negli anni successivi, ma nessuno fu in grado di ottenere un consenso per la candidatura in tutto il mondo islamico. I candidati includevano Abdulmejid II, il suo predecessore Mehmed VI, il re Hussein dell'Hejaz, il re Yusef del Marocco, il principe Amanullah Khan dell'Afghanistan, l'Imam Yahya dello Yemen e il re Fuad I d'Egitto. Le infruttuose "conferenze del califfato" furono tenute in Indonesia nel 1924, nel 1926 al Cairo e nel 1931 a Gerusalemme.

## Panislamismo ottomano
Alla fine del XIX secolo, il sultano ottomano Abdul Hamid II lanciò il suo programma panislamista nel tentativo di proteggere l'Impero ottomano dagli attacchi e dallo smembramento dell'Occidente e per schiacciare l'opposizione democratica dall'interno.
Inviò un emissario, Jamāl al-Dīn al-Afghānī, in India alla fine del XIX secolo. La causa del monarca ottomano suscitò una passione religiosa e simpatia tra i musulmani indiani. Un gran numero di leader religiosi musulmani iniziò a lavorare per diffondere la consapevolezza e sviluppare la partecipazione musulmana a nome del califfato; di questi, Maulana Mehmud Hasan tentò di organizzare una guerra nazionale di indipendenza contro il Raj britannico con il sostegno dell'Impero Ottomano.

## Fine del sultanato
Dopo la sconfitta ottomana nella prima guerra mondiale, il sultano ottomano sotto la direzione degli Alleati tentò di sopprimere i movimenti nazionalisti e si assicurò una fatwa ufficiale dallo sceicco ul-Islam dichiarandoli non islamici. Tuttavia i nazionalisti acquisirono costantemente slancio e iniziarono a godere di un ampio sostegno. Molti intuivano che la nazione era matura per la rivoluzione. Nel tentativo di neutralizzare questa minaccia, il sultano accettò di tenere le elezioni, con la speranza di placare e co-selezionare i nazionalisti. Con suo sgomento, i gruppi nazionalisti vinsero le elezioni, spingendo le potenze alleate a sciogliere il Parlamento ottomano nell'aprile 1920.
Alla fine della guerra d'indipendenza turca, la Grande Assemblea Nazionale del Movimento Nazionale Turco votò per separare il califfato dal sultanato e abolì quest'ultimo il 1º novembre 1922. Inizialmente, l'Assemblea nazionale sembrava disposta a concedere un posto per il califfato nel nuovo regime e Mustafa Kemal non osò abolire il califfato in modo definitivo, poiché riceveva ancora un notevole grado di sostegno dalla gente comune. Il califfato era simbolicamente conferito alla "Casa di Osman". Il 19 novembre 1922, il principe ereditario Abdulmejid fu eletto califfo dall'Assemblea nazionale turca ad Ankara. Si stabilì a Istanbul (a quel tempo Costantinopoli) il 24 novembre 1922. Tale posizione, tuttavia, era stata spogliata di ogni autorità, e il regno puramente cerimoniale di Abdulmejid sarebbe stato di breve durata.
Il 29 ottobre 1923, l'Assemblea nazionale dichiarò la Turchia una repubblica e proclamò Ankara la sua nuova capitale. Dopo oltre 600 anni, l'Impero Ottomano aveva ufficialmente cessato di esistere.

## Caduta del califfato
Nel mese di marzo 1924, Muhammad al-Jizawi Rettore dell'Università prestigiosa al-Azhar de Il Cairo, in risposta diretta alla caduta e la questione della predicazione in un ambiente del genere, formulò una risoluzione:
Considerando che il Califfato nell'Islam implica il controllo generale degli affari spirituali e temporali dell'Islam; Considerando che il governo turco ha privato il califfo Abdul Mejid dei suoi poteri temporali, squalificandolo così dal diventare califfo nel senso richiesto dall'Islam; visto che in linea di principio il Califfo è destinato ad essere il rappresentante del Profeta, salvaguardando tutto ciò che riguarda l'Islam, il che significa necessariamente che il Califfo deve essere oggetto di rispetto, venerazione e obbedienza; e che il califfo Abdul Mejid non possiede più tali qualifiche e non ha nemmeno il potere di vivere nella sua terra natale; ora quindi si è deciso di convocare una conferenza islamica in cui tutte le nazioni musulmane saranno rappresentate al fine di valutare chi dovrebbe essere nominato Califfo...
Due fratelli indiani, Maulana Mohammad Ali e Maulana Shaukat Ali, leader del movimento Khilafat con sede in India, distribuirono opuscoli invitando il popolo turco a preservare il califfato ottomano per il bene dell'Islam. Il 24 novembre 1923, Syed Ameer Ali e Aga Khan III inviarono una lettera a İsmet Paşa (İnönü) a nome del movimento. Sotto la nuova dirigenza politica nazionalista della Turchia, tuttavia, questo fu interpretato come intervento straniero; qualsiasi forma di intervento straniero veniva etichettata come un insulto alla sovranità turca e, peggio, una minaccia alla sicurezza dello Stato. Mustafa Kemal Paşa colse prontamente l'occasione e, su sua iniziativa, l'Assemblea nazionale abolì il califfato il 3 marzo 1924. Abdulmejid fu mandato in esilio insieme ai restanti membri della Casa ottomana.

## Risvolti

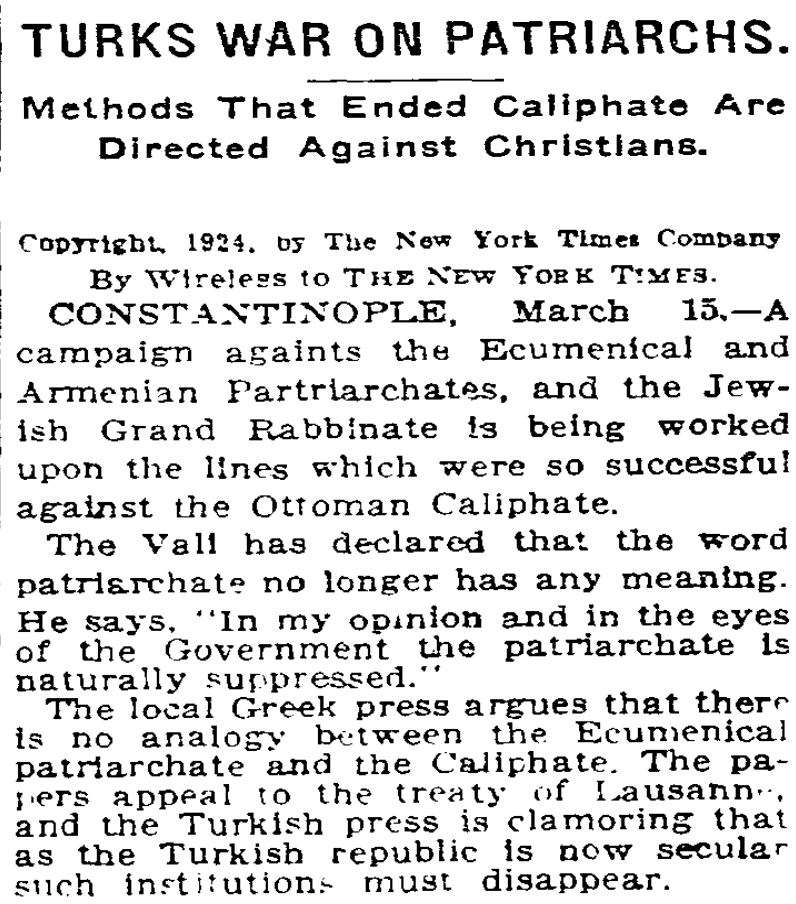
"La guerra dei turchi contro i patriarchi", dopo l'abolizione del califfato come riportato nel New York Times, 16 marzo 1924

Con l'incapacità del mondo musulmano di trovare consenso sulla nomina di un successore, l'istituzione del Califfato collassò.
In Egitto, il dibattito si concentrò su un controverso libro di Ali Abdel Raziq che sosteneva un governo laico e contro un califfato.
Oggi esistono due strutture per il coordinamento panislamico: la Lega musulmana mondiale e l'Organizzazione per la cooperazione islamica, entrambe fondate negli anni '60.
Il gruppo più attivo che esiste per ristabilire il califfato è Hizb ut-Tahrir, fondato nel 1953 come organizzazione politica nell'allora Gerusalemme controllata dalla Giordania da Taqiuddin al-Nabhani, studioso islamico e giudice della corte d'appello di Haifa. Questa organizzazione si è diffusa in più di 50 paesi ed è cresciuta fino a raggiungere un numero di membri stimato tra le "decine di migliaia" e "circa un milione".
Le organizzazioni islamiste come lo Stato islamico federato dell'Anatolia (con sede in Germania, 1994-2001) e lo Stato islamico dell'Iraq e del Levante (1999-presente, dichiarazione del califfato nel 2014) hanno dichiarato di aver ristabilito il Califfato.